# 黑超特警組2
《黑超特警組2》（英語：Men in Black II，縮寫MIIB）是一部于2002年上映的美国科幻喜劇電影，為1997年《黑超特警組》的续集，改編自洛厄爾·坎寧安（Lowell Cunningham）的同名漫畫作品。由湯米·李·瓊斯及威爾·史密斯主演。迈克尔·杰克逊在本片中客串演出。

## 剧情简介
接上一集，“K探员”（湯米·李·瓊斯饰演）清洗记忆，退休到美国新泽西州一个小镇郵局工作，而“J探员”（威爾·史密斯饰演）则接手了“K”的工作，但是麻烦总会自找上门，邪恶的卡洛瑟星邪恶女王瑟琳娜（勞拉·弗林·博伊爾饰演）来到地球，以劫持MIB总局的全部人，要交出能统治宇宙万物的宇宙能量“萨塔之光”，“J”无意中查出，原来这件事曾经在地球上发生过一次，而且当时接手的正是“K”，于是“J”不得不找回“K”，并让其恢复记忆，令地球免被外星人侵犯。

## 演員
| 演員                              | 角色                                                                    | 備註 |
| 湯米·李·瓊斯 Tommy Lee Jones      | 凱文·布朗／「K探員」 Kevin Brown/Agent K                                | 資深MIB探員 於前集「阿基倫事件」後引退。 退休後轉任郵局局長，而在「薩塔之光事件」中再度強勢回歸老本行。                     |
| 威爾·史密斯 Will Smith            | 詹姆斯·達瑞爾·愛德華茲三世／「J探員」 James Darrell Edwards III/Agent J | MIB探員 「K」退休五年後，成了總部內的高級探員，深受信任。 在接獲拯救地球任務同時，也將忘年好友「K」重新拉回戰場，喜歡蘿拉。 |
| 雷普·汤恩 Rip Torn                | 「探長Z」 Chief Zed                                                     | MIB的首領。 |
| 勞拉·弗林·博伊爾 Lara Flynn Boyle | 蛇蓮娜 Serleena                                                         | 來自卡洛瑟星的異生物，火辣外型依维多利亚的秘密模特兒仿生而成。                                                              |
| 強尼·諾克斯維爾 Johnny Knoxville  | 史奎德／查理 Scrad & Charlie                                            | 雙頭外星人，蛇蓮娜同夥。 |
| 罗莎里奥·道森 Rosario Dawson      | 蘿拉·瓦茲奎茲 Laura Vasquez                                             | 「班披薩」員工，親眼目睹班遭殺害， 真實身分是薩塔公主蘿娜的女兒「薩塔之光」，和「J」產生了情愫。                            |
| 托尼·舍卢卜 Tony Shalhoub         | 傑克·吉布斯 Jack Jeebs                                                  | 外星人 經營贓物典當生意，私藏許多非法武器。 腦袋常被「K」炸掉，但會自我再生。                                               |
| 派屈克·華博頓 Patrick Warburton   | 「T探員」 Agent T                                                       | 前任軍人，新任探員 成為「J」的搭檔5個月後，深感自己不勝任MIB，故由「J」將其記憶消除，生活回復正常。                         |
| 傑克·凱勒 Jack Kehler             | 班 Ben                                                                  | 薩塔星人，於市區經營「班披薩店」。 知悉「薩塔之光」的藏匿處，故受到蛇蓮娜的威脅，被逼問下慘遭毒手。                         |
| 大卫·克罗斯 David Cross           | 牛頓 Newton                                                             | 錄影帶出租店老闆 |
| 克倫比·雅布森 Colombe Jacobsen    | 海莉 Hailey                                                             | 出租店店員 |
| 約翰·亞歷山大 John Alexander      | 賈拉 Jarra                                                              | 大頭星人，可同時操縱多個分身。 曾因竊取臭氧层而被「J」逮捕入獄。                                                            |
| 迈克尔·杰克逊 Michael Jackson     | 「M探員」 Agent M                                                       | 客串演出。 |
| 彼得·格雷夫斯 Peter Graves        | 自己 Himself                                                            | 「史上的疑案」節目主持人 |
| 提姆·布萊尼 Tim Blaney            | 法蘭克 Frank the Pug                                                    | 巴哥犬外型的外星人 曾短暫為「J」的代理搭檔                                                                                  |

## 迴響

### 專業評價
爛番茄網站上對這部電影的新鮮度為39%，在194條專業評論中，75條專業評論贊同，119條專業評論反對，平均分為8.1/10，觀眾的評價則是45%，獲得普遍不佳的口碑。

## 續集
為《黑超特警組3》。